# Sofian Bouvet
Pour les articles homonymes, voir Bouvet.
Sofian Bouvet, né le 2 juin 1989 à Nice, est un skipper français.
Il est champion d'Europe en 470 en 2013 et en 2016 avec Jérémie Mion. Il est aussi médaillé de bronze en 470 aux Championnats du monde de 2016. 